# Johnny Gray
Johnny Gray, född den 19 juni 1960 i Los Angeles, är en amerikansk före detta friidrottare som tävlade i medeldistanslöpning främst på 800 meter.
Gray deltog i fyra olympiska spel och var i final vid samtliga. Bäst gick det vid Olympiska sommarspelen 1992 då han slutade på tredje plats. Vid OS 1988 slutade han femma och vid både OS 1984 och 1996 blev han sjua.
Förutom meriterna från olympiska spel var han i final vid VM 1991 där han slutade sexa. Han vann även guld vid Panamerikanska spelen 1987 och 1999.
Hans personliga rekord från 1985 1.42,60 är fortfarande en av de bästa tiderna på distansen genom alla tider.